# Perinatología
La perinatología o medicina maternofetal 
es una rama de la medicina que se enfoca en el manejo de los problemas de salud de la madre y el feto antes, durante y poco después del embarazo.
Los perinatólogos son médicos que se subespecializan en el campo de la obstetricia. Su formación suele incluir una residencia de cuatro años en obstetricia y ginecología seguida de una beca de tres años. Pueden realizar pruebas prenatales, proporcionar tratamientos y realizar cirugías. Actúan lo mismo como consultores durante embarazos de bajo riesgo que como obstetras de cabecera en embarazos de alto riesgo. Después del nacimiento, pueden trabajar en estrecha colaboración con pediatras o neonatólogos. Para la madre, los perinatólogos ayudan con los problemas de salud preexistentes, así como con las complicaciones causadas por el embarazo.

## Historia
La perinatología comenzó a surgir como disciplina en la década de los sesenta. Los avances en investigación y tecnología permitieron a los médicos diagnosticar y tratar las complicaciones fetales en el útero, mientras que antes, los obstetras solamente dependían en el control de la frecuencia cardíaca y en los informes maternos de los movimientos fetales. El desarrollo de la amniocentesis en 1952, la toma de muestras de sangre fetal durante el parto a principios de la década de los sesenta, la monitorización cardíaca fetal más precisa en 1968 y la ecografía en tiempo real en 1971 dieron como resultado una intervención temprana y tasas de mortalidad más bajas. En 1963, Albert William Liley desarrolló un curso de transfusiones intrauterinas para la incompatibilidad Rh en el National Women's Hospital de Australia, considerado como el primer tratamiento fetal. Otros tratamientos prenatales, como la administración de glucocorticoides para acelerar la maduración pulmonar en neonatos con riesgo de síndrome de dificultad respiratoria, dieron lugar a mejores resultados para los bebés prematuros.
En consecuencia, se desarrollaron organizaciones para enfocarse en estas prácticas médicas emergentes, y en 1991 se llevó a cabo el Primer Congreso Internacional de Medicina Perinatal, en el cual se fundó la World Association of Perinatal Medicine'".
Hoy en día, los perinatólogos se pueden encontrar en los hospitales importantes a nivel internacional. Pueden trabajar en clínicas privadas o en instituciones más grandes financiadas por el gobierno.
El campo de la medicina perinatal es uno de los campos de la medicina que más rápidamente evoluciona, especialmente con respecto al feto. Se están realizando investigaciones en el campo de la terapia con células madre y genes fetales con la esperanza de proporcionar un tratamiento temprano para los trastornos genéticos, la cirugía fetal abierta para la corrección de defectos congénitos como la cardiopatía congénita, y la prevención de la preeclampsia.

## Alcance de la práctica
Los perinatólogos atienden a pacientes que se encuentran dentro de ciertos niveles de atención materna. Estos niveles corresponden a riesgos para la salud del bebé, de la madre o de ambos, durante el embarazo.
Atienden a mujeres embarazadas que tienen enfermedades crónicas (p. ej., enfermedades cardíacas o renales, hipertensión, diabetes y trombofilia), mujeres embarazadas que corren el riesgo de sufrir complicaciones relacionadas con el embarazo (p. ej., parto prematuro, preeclampsia y embarazos de gemelos o trillizos), y mujeres embarazadas con fetos en riesgo. Los fetos pueden estar en riesgo debido a anomalías cromosómicas o congénitas, enfermedades maternas, infecciones, enfermedades genéticas y restricción del crecimiento.
Las futuras madres con enfermedades crónicas, como presión arterial alta, uso de drogas durante o antes del embarazo, o una condición médica diagnosticada, pueden requerir una consulta con un perinatólogo. Además, las mujeres que experimentan dificultad para concebir pueden ser remitidas a un perinatólogo para recibir ayuda.
Durante el embarazo, pueden surgir una variedad de complicaciones. Dependiendo de la gravedad de la complicación, un perinatólogo puede reunirse con la paciente de manera intermitente o convertirse en el obstetra principal durante la duración del embarazo. Después del parto, los perinatólogos pueden hacer un seguimiento de una paciente y monitorear cualquier complicación médica que pueda surgir.
Las tasas de mortalidad materna e infantil por complicaciones del embarazo han disminuido en más del 23 % desde 1990, de 377 000 muertes a 293 000 muertes.[¿dónde?]

La mayoría de las muertes pueden atribuirse a infecciones, sangrado materno y parto obstruido, y su incidencia de mortalidad varía ampliamente a nivel internacional. La Society for Maternal-fetal Medicine (SMFM) se esfuerza por mejorar los resultados maternos e infantiles según los estándares de prevención, diagnóstico y tratamiento a través de la investigación, la educación y la capacitación.

## Capacitación
Los perinatólogos son obstetras y ginecólogos con 3 años adicionales de capacitación especializada en la evaluación y el manejo de embarazos de alto riesgo. En los Estados Unidos, dichos obstetras y ginecólogos están certificados por la Junta Estadounidense de Ginecólogos Obstetras (ABOG) o la Junta Estadounidense de Obstetricia y Ginecología Osteopática.[cita requerida]
Los perinatólogos tienen capacitación en ecografía obstétrica, diagnóstico prenatal invasivo mediante amniocentesis y muestreo de vellosidades coriónicas, y el manejo de embarazos de alto riesgo. Algunos reciben capacitación adicional en el campo del diagnóstico fetal y la terapia prenatal, donde se vuelven competentes en procedimientos avanzados, como la evaluación fetal específica mediante ultrasonido y Doppler, muestreo y transfusión de sangre fetal, fetoscopia y cirugía fetal abierta.
Para la ABOG, los subespecialistas de perinatología deben realizar un mínimo de 12 meses en rotación clínica y 18 meses en actividades de investigación. A medida que los subespecialistas en perinatología mejoran su ética de trabajo y su conocimiento de este campo en avance, son capaces de reducir la tasa de morbilidad y mortalidad materna.